# Партия за объединение Молдовы
Лейбористская партия (рум. Partidul Oamenii Muncii) —  политическая партия в Республике Молдова.

## Руководство Партии
- Сергей Тома — председатель

## Результаты на выборах
На всеобщих местных выборах 1999 года Новая молдавская национальная партия получила результат:
- В Советы уездов - 0,15 % голосов.
- В Городские и сельские советы - 0,07 % голосов и 4 мандата.

На парламентских выборах 2001 года Новая молдавская национальная партия участвовала в составе Избирательного блока «Альянс юристов и экономистов». Блок получил 0,93 % голосов и не преодолел избирательный барьер.
На всеобщих местных выборах 2011 года Партия за объединение Молдовы участвовала самостоятельно.
- В Mуниципальные и районные советы - 0,02 % голосов
- В Городские и сельские советы - 0,00 % голосов.

Ни один из кандидатов партии не был избран примаром.